# Gueorgui Gospodínov

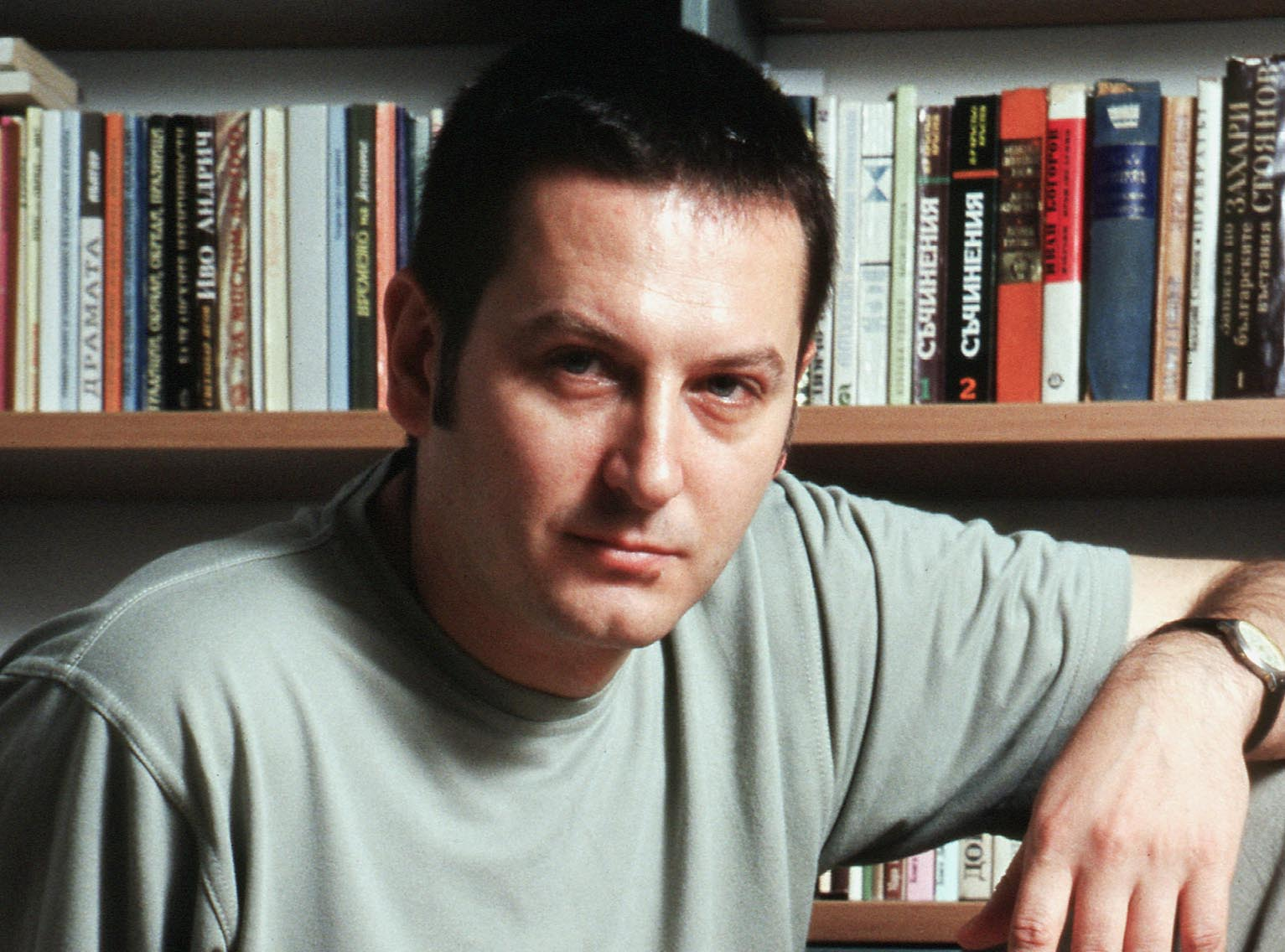

Gueorgui Gospodínov (Георги Господинов en búlgaro; Yambol, Bulgaria; 7 de enero de 1968) es un popular escritor, poeta y columnista búlgaro. 
Es autor de 15 libros de poesía, ficción, no ficción, obras de teatro y proyectos en el ámbito de la memoria histórica, está traducido a veinticinco idiomas (inglés, alemán, francés, español, italiano, danés, polaco, lituano, turco, albanés, islandés, etc.). Es el escritor contemporáneo más leído y premiado internacionalmente de Bulgaria. 

## Trayectoria
Gospodínov se inició como poeta a principios de la década de 1990 con dos libros que fueron inmediatamente reconocidos y galardonados con premios literarios nacionales en su Bulgaria natal, pero su reconocimiento internacional solo llegaría con la publicación de su primera narración larga, Novela natural (1999; Saymon, 2009; Fulgencio Pimentel, 2020), publicada en 23 idiomas. The New Yorker la describió como un «debut anárquico y experimental»; según The Guardian, es «a la vez terrenal e intelectual», y Le Courrier (Ginebra) la calificó de «máquina de historias». 
Su siguiente novela, Física de la tristeza (2012; Fulgencio Pimentel, 2018), agotó su primera edición en un solo día y se convirtió en el libro más vendido de la década en su país. Se ha publicado hasta ahora en 18 idiomas. Ganó el premio internacional Jan Michalski 2016 y el Angelus Central European Literature Award 2019 y fue finalista de cuatro premios internacionales en Italia y Alemania. «Gospodínov es uno de los autores europeos más sobresalientes de la actualidad. Hay muy pocas novelas que se le presenten al lector experimentado como absolutamente nuevas. Física de la tristeza es una de estas raras excepciones», escribió Alberto Manguel. La edición estadounidense de la novela fue preseleccionada para el PEN Translation Prize 2016 y los Best Translated Book Award (BTBA).
Su novela más reciente, Las tempestálidas (2020; Fulgencio Pimentel, 2023), ha ganado uno de los mayores premios europeos, el Premio Strega Europeo 2021. «Es el tipo de literatura más exquisito, sobre nuestra percepción del tiempo y su paso, escrito con un estilo magistral y totalmente imprevisible», escribió la ganadora del Premio Nobel Olga Tokarczuk.
También ha publicado cuatro libros de relatos. El primero de ellos, Acerca del robo de historias y otros relatos (2001; Impedimenta, 2024), fue nominado para el Frank O’Connor Award, y uno de los relatos incluidos en el libro se convirtió en el corto de animación Blind Vaysha (dir. Theodore Ushev), nominado al Óscar en 2017. En 2019, Ushev estrenó otro cortometraje de animación adaptación de la obra de Gospodinov, Física de la tristeza. Mari Cruz Magdaleno señala, en su comentario en torno a Acerca del robo de historias y otros relatos, "cómo el absurdo habita en lo cotidiano, cómo hay un perfecto equilibrio entre una cosa y su contraria, siendo capaz de resolver cualquier desenlace con asombrosa lógica, la lógica del absurdo."
Gospodínov es también autor de dos obras de teatro, un guion de novela gráfica (The Eternal Fly, 2010, realizada junto a Nikola Toromanov), colecciones de ensayos como I’ve lived socialism. 171 personal stories (2006), The Inventory book of Socialism (2006), The Afternoon of an Ideology (2016) y diversos guiones cinematográficos, entre los que se cuenta el de la película Omelette, ganadora de una Mención de Honor en el Sundance Film Festival en 2009.
Ha realizado varios proyectos artísticos, entre los que destacan las videoinstalaciones Future Cancelled (2018) y The Slap Factory (2016) y ha comisariado la exposición The Afternoon of an Ideology (2016).
En 2017/2018 obtuvo una beca del Cullman Center (Biblioteca Pública de Nueva York) y en 2019/2020 residió en Berlín becado en el Wissenschaftskolleg (Wiko). Actualmente reside en Sofía.

## Obras traducidas al castellano
- Una novela natural (Естествен роман, 1999), trad. de Neva Mícheva y Juan Manuel Rodríguez Tobal, publicada por Saymon en 2009, Novela natural, trad. de María Vútova, publicada por Fulgencio Pimentel en 2020.
- Física de la tristeza (Физика на тъгата, 2011), trad. de María Vútova y Andrés Barba, publicada por Fulgencio Pimentel en 2018.
- Las tempestálidas (Времеубежище, 2020), trad. de María Vútova y César Sánchez, publicada por Fulgencio Pimentel en 2023.
- Acerca del robo de historias y otros relatos (И други истории, 2001), trad. de María Vútova, publicada por Impedimenta en 2024.

## Obras no traducidas
- Лапидариум (1992), poesía.
- Черешата на един народ (1996), poesía.
- Писма до Гаустин (2003), poesía.
- D.J. [iniciales de Don Juan] (2004), teatro.
- The Inventory Book of Socialism (2006), en coautoría con Yana Genova, ensayo.
- Аз живях социализма (2006), ensayo.
- Балади и разпади (2007), poesía.
- Omelette (2009), guion del cortometraje dirigido por N. Koseva.
- The Apocalypse Comes at 6 pm, a play (2010), teatro.
- Невидимите кризи (2012), ensayo.
- И всичко стана луна (2013), relatos.
- Там, където не сме (2016), poesía.
- Всичките наши тела (2018), relatos.

## Premios
- Premio Booker Internacional 2023 por Time Shelter
- Premio Strega Europeo 2021 (Italia) por Las tempestálidas.
- Premio Zinklar de Narrativa Breve 2021 (Dinamarca) por Blind Vaysha and other stories.
- Premio Usedom de Literatura Europea 2021 (Alemania).
- International Ceppo Award 2021 (Italia).
- Best Novel of the Year 2021 (Bulgaria) por Las tempestálidas.
- Angelus Award 2019 (Polonia) por Las tempestálidas.
- Premio Jan Michalski 2016 (Suiza) por Física de la tristeza.
- Prozart Award 2016 (Skopje , Macedonia), «por su indudable contribución al desarrollo de la prosa contemporánea en los Balcanes».[3]
- Finalista del The American PEN Translation Prize 2016 (USA)(3) por Física de la tristeza.
- Finalista del The Best Translated Book Award (BTBA) (USA) 2016 por Física de la tristeza.
- Finalista del Premio Strega Europeo 2014 (Italia) por Física de la tristeza.
- Finalista del Premio Gregor von Rezzori 2014 (Italia) por Física de la tristeza.
- Finalista del Premio Brücke Berlin 2014 (Alemania) por Física de la tristeza.
- Finalista del Premio Haus der Kulturen der Welt 2014 (Alemania) por Física de la tristeza.
- Mejor novela búlgara 2013 por Física de la tristeza.